# Monte Rua
Il Monte Rua (416 m), situato nei comuni di Galzignano Terme e Torreglia e facente parte dei Colli Euganei è l'elevazione sulla cui cima si erge l'Eremo di Santa Maria Annunziata.
Una strada asfaltata e diversi sentieri portano in direzione dell'Eremo. Dal parcheggio prossimo alla cima è inoltre possibile girare attorno alle mura e quindi godere di un panorama a 360° dei Colli Euganei. 

## Eremo

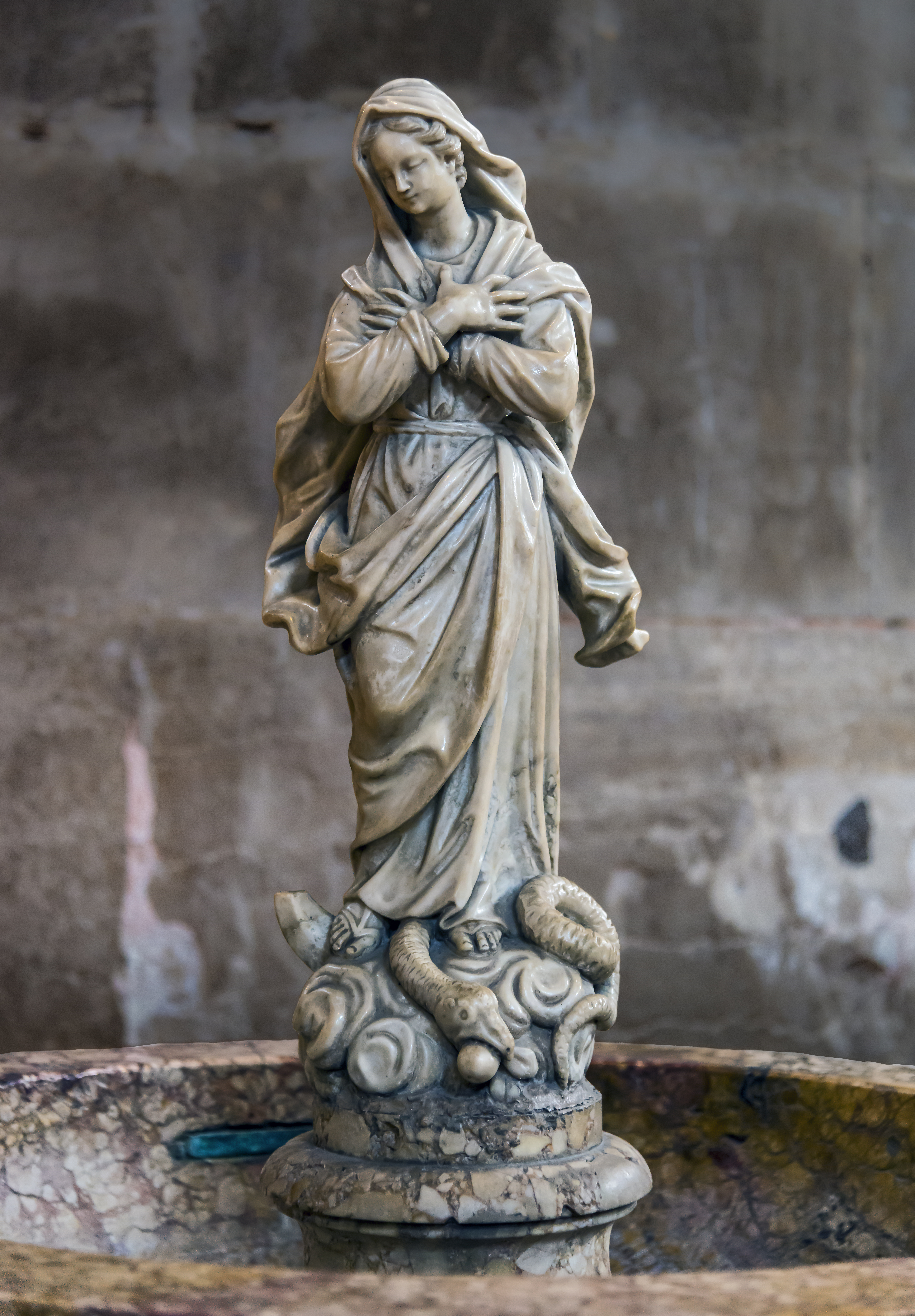
Statua dell'Immacolata Concezione proveniente dall'Eremo (conservata nella Basilica dei Frari a Venezia)

### Origini
L'eremo di Santa Maria Annunziata si trova sulla cima del monte all'interno del territorio comunale di Torreglia. Anche noto come Eremo di clausura di Santa Maria Annunziata o semplicemente "Eremo del Monte Rua", fu fondato dai monaci camaldolesi nel 1339, quando due eremiti appartenenti alla comunità di S. Mattia di Murano ottennero il permesso del vescovo di Padova.

### Dal XVI al XVIII secolo
L'eremo venne inizialmente concepito in legno, ma venne ristrutturato in pietra all'inizio del XVI secolo. Le imponenti mura racchiudono quattordici celle, ovvero ambienti simili a piccole casette dotate di una camera, una cappella con altare, un bagno, una legnaia e un piccolo orto recintato all'esterno. L'eremo è separato dalla foresteria da una cancellata in ferro fatta costruire dalla famiglia Contarini nel 1550.
La chiesa venne costruita nel 1542: si tratta di un semplice edificio a navata unica, senza sontuose decorazioni. Il coro è di legno.

### Dal XIX secolo a oggi
Nel 1810 gli editti napoleonici ordinarono la soppressione dell'eremo: esso venne violentemente saccheggiato e così privato degli arredi e dei paramenti sacri. Solo 53 anni dopo, nel 1863, la struttura fu riaperta.
Ancora oggi, i monaci camaldolesi vivono in clausura in quel luogo. La loro vita è scandita dalla preghiera: solo in determinati momenti dell'anno possono ricevere le visite dei parenti.

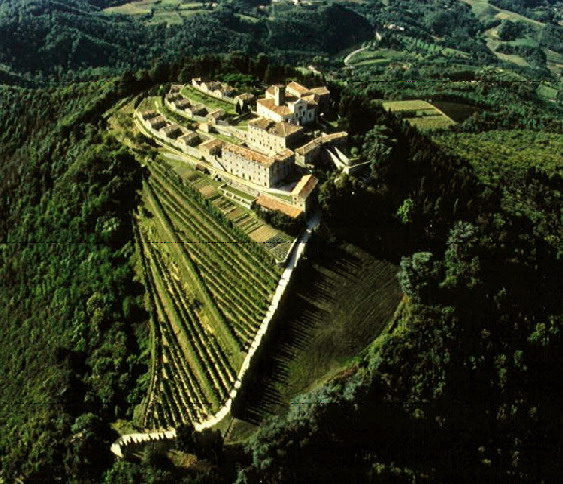
Visione dall'alto dell'eremo